# Margaret Stuart, Lady Gordon
Margaret Stuart, Lady Gordon, née en 1498, est la fille du roi d'Écosse Jacques IV et de sa maîtresse Margaret Drummond.

## Sa mère, Margaret Drummond
Margaret Drummond est la fille de Lord Drummond[Qui ?].
L'ambassadeur d'Espagne Pedro de Ayala raconte[réf. nécessaire] que le roi garantit un train de vie luxueux à Margaret Drummond dans un château[réf. nécessaire] et s'occupe ensuite de la marier. Il n'y a aucune trace de ce mariage, mais on sait[réf. nécessaire] qu'elle a perçoit les loyers d'un terrain situé à Strathearn.
Elle meurt en 1502 et est inhumée dans la cathédrale de Dunblane. Selon William Drummond, vicomte Strathallan, descendant de la famille Drummond et historien , Margaret et ses sœurs[Qui ?] ont été empoisonnées pour des raisons politiques par ceux qui craignaient qu'elle n'empêche Jacques IV de conclure un mariage avantageux avec une princesse étrangère, comme Marguerite Tudor ou l'infante espagnole Catherine d'Aragon. Aucune preuve de cela n'a été trouvée.

## Biographie

### Enfance de Margaret
Enfant, elle est appelée Lady Margaret. Elle vit dans le château d'Édimbourg sous la garde de Sir Patrick Crichton et de son épouse Katrine Turing, dont les préposés et compagnes comptaient Marjory Lindsay et les servantes africaines Margaret et Ellen Plus, appelées « More lasses » (« jeunes filles maures »).
En février 1505, elle prend des cours de danse avec un percussionniste appelé Guilliam.
Certains de ses vêtements de cette époque ont été conservés, notamment une robe de drap brun ou roux bordée de velours, avec des manches de velours doublées de taffetas de juin 1506, une robe de satin, un chapeau et une jupe, un voile de « croustillant » et des rubans pour ses cheveux.

### Mariage avec John Gordon
Elle épouse d'abord John Gordon, Lord Gordon, le fils d'Alexander Gordon, 3e comte de Huntly. Le premier mari de la tante de Lord Gordon , Catherine Gordon, est Perkin Warbeck.[pas clair]
Le 19 novembre 1512, Margaret quitte la cour pour le château de Huntly accompagnée de ses serviteurs, John Sinclair et Margaret Prestoun (qui est peut-être la sœur d'Ellen More).
Margaret et John Gordon ont deux enfants : George Gordon, 4e comte de Huntly et Alexandre Gordon (évêque de Galloway).

### Mariage avec Alexander Stuart
Après la mort de Lord Gordon, Lady Margaret épouse Alexander Stuart, qui semble[pas clair] être un parent de John Stuart, duc d'Albany, avec qui elle a une fille nommée Margaret (elle épousera Lord David Drummond,).

### Mariage avec John Drummond
En 1531, elle épouse en troisièmes noces Sir John Drummond d'Innerpeffray avec qui elle a cinq filles.
Les relations de Margaret avec le roi ont dû rester cordiales car, après son troisième mariage, Jacques V nomme John Drummond forestier de la forêt de Glenartney à Strathearn. Une charte faisant d'Innerpeffray une baronnie libre[pas clair] en 1536 reconnaît Margaret comme « soror regis », « sœur du roi ».